# ティエリ・ビアンキ
ティエリ・ビアンキ（仏: Thierry Bianquis, 1935年-2014年）は、レバノン生まれのフランスの東洋学者。中東イスラーム地域の中世史が専門で、ファーティマ朝カリフ国の研究で知られる。

## 生涯
ティエリ・ビアンキは、1935年に、フランスによる委任統治時代のレバノンのブルムマーナーで生まれた。同地で育ち、バカロレア取得後、フランス本土やベイルートで、より専門的な教育を受けた。その後リヨンで歴史研究をつづけ、アラビア語文献の研究も始めた。アルジェの軍学校で2年間教員を務めた後、1963年に教授資格（アグレガシヨン）を得た。さらに3年ほど中等教育機関で教員をしている間にアラブの歴史への興味がさらに高まった。1968年ごろにアラブ研究に関する奨学金を得てレバノンへ戻り、ビクファヤーにある Centre Religieux pour les Études Arabes (CREA) （現在はサンジョゼフ大学ベイルートの宗教学専攻に合流）に語学研究生として入学した。
1967年から1975年までダマスクスのフランス国立近東研究所（l'Institut français du Proche-Orient）に研究員として入り、1975年から1981年まで同研究所の所長を務めた。同時に1971年から1975年まで、カイロのフランス国立オリエント考古学研究所（l'Institut français d'archéologie orientale）にも所属した。1991年にリヨン第2大学から名誉教授（専門分野はイスラームの歴史と文明）の地位を受けた。
ティエリ・ビアンキはまた、国際プロジェクト『イスラーム百科事典』第2版の編集者のひとりである。また、ケンブリッジ大学の歴史叢書の一冊 The Cambridge history of Egypt: Islamic Egypt の主要な執筆者のひとりでもある。
ティエリ・ビアンキの配偶者は、アンヌマリ・（トルクビオ・）ビアンキ（Anne-Marie Bianquis (née Torquebiau)）。彼女自身もまた、オリエントの専門家である。
ティエリ・ビアンキは、2014年9月2日にリヨンで亡くなった。